# Mezquita Zitouna
La mezquita Zitouna o mezquita Al-Zaytuna o mezquita Ezzitouna (en árabe: جامع الزيتونة‎, literalmente la mezquita del olivo) es la mezquita principal de la Medina de Túnez, cerca de la costa norte de África. 
Incorporada al malikismo, es el santuario más antiguo y más grande de  la capital de Túnez. Erigida sobre una superficie de unos 5.000 m², la mezquita está dotada de nueve entradas y posee 160 columnas antiguas auténticas, traídas originalmente de la ciudad antigua de Cartago.
La mezquita es conocida por albergar una de las primeras y más grandes universidades en la historia del Islam. Entre los académicos que se graduaron de Zitouna durante mil años, se encuentran Ibn 'Arafa, uno de los mayores académicos del Islam, Imam Maziri, el gran tradicionalista y jurista, y el famoso poeta tunecino Aboul-Qacem Echebbi. Por mucho tiempo, la mezquita ha sido un puesto defensivo frente al mar, del cual subsisten dos torres de control en las esquinas noreste y sureste del edificio.

## Historia

Plano de la mezquita con su evolución histórica.

Zitouna fue la segunda mezquita en ser construida en Ifriqiya y la región del Magreb, después de que fuera fundada la Mezquita de Uqba en Kairuán. La fecha exacta de la edificación varía de acuerdo a la fuente. Ibn Jaldún y Abu Abdullah al-Bakri escribieron que fue construida en 116 de la hégira (731) por Obeid-Allah Ibn Al-Habhab Otra fuente sostiene que el omeya Hisham Ibn Abdel-Malek ordenó la edificación. Por su parte, Ahmed In Abu Diyaf e Ibn Abi Dinar atribuyeron la orden a Hassan Ibnu-Noauman quien lideró la conquista musulmana del Magreb. La mayoría de los académicos está de acuerdo en que la tercera posibilidad es la más probable por la evidencia existente, dado que es improbable que la ciudad de Túnez permaneciera mucho tiempo sin una mezquita, tras su conquista en el 79 de la hégira. Por tanto, la fecha más próxima sería 84 de la hégira (703) y lo que Al-Habhab habría hecho sería agrandar la mezquita y mejorar su arquitectura.
De la mezquita edificada bajo el califato Omeya, no queda casi nada, pues el edificio fue reconstruido en su totalidad en 864 bajo el reinado del emir aglabí Abul Ibrahim y bajo órdenes del califa abasí de Bagdad, Al-Musta'in. Una inscripción en la base de la cúpula del mihrab indica que los trabajos fueron ejecutados por el arquitecto Fathallah. Asimismo, fue usada como lugar de oración por el conquistador musulmán Hassan Ibn an-No'man. Cuando Juan de Austria tomó Túnez en 1573, la mezquita fue saqueada y se tomaron sus manuscritos para las bibliotecas españolas y vaticanas, aunque muchos se perdieron también.

## Universidad
Durante siglos, Al-Qayrawan fue el centro más temprano de enseñanza y actividades intelectuales en Túnez y África del Norte, en general. A comienzos del siglo XIII, Túnez se convirtió en capital de Ifriqiya bajo la dinastía háfsida. Este cambio de poder ayudó a florecer a Zitouna y se convirtió en uno de los centros más importante de aprendizaje islámico e Ibn Jaldún, el primer historiador social, fue uno de sus productos.
La floreciente universidad atrajo a estudiantes y estudiosos de todas partes del mundo conocido para entonces. Además de teología y el Corán, la universidad enseñaba jurisprudencia, historia, gramática, ciencia y medicina. Las bibliotecas de Zitouna fueron de las más ricas entre sus contrapartes norteafricanas. Tenían varias colecciones que en conjunto sumaban decenas de miles de libros. Una de sus bibliotecas, al-Abdaliyah albergaba una gran colección de manuscritos raros y únicos, los cuales cubrían casi todos los temas y ciencia, incluyendo gramática, lógica, ética, cosmología, aritmética, geometría, minería, formación profesional, etc.

## Galería de imágenes

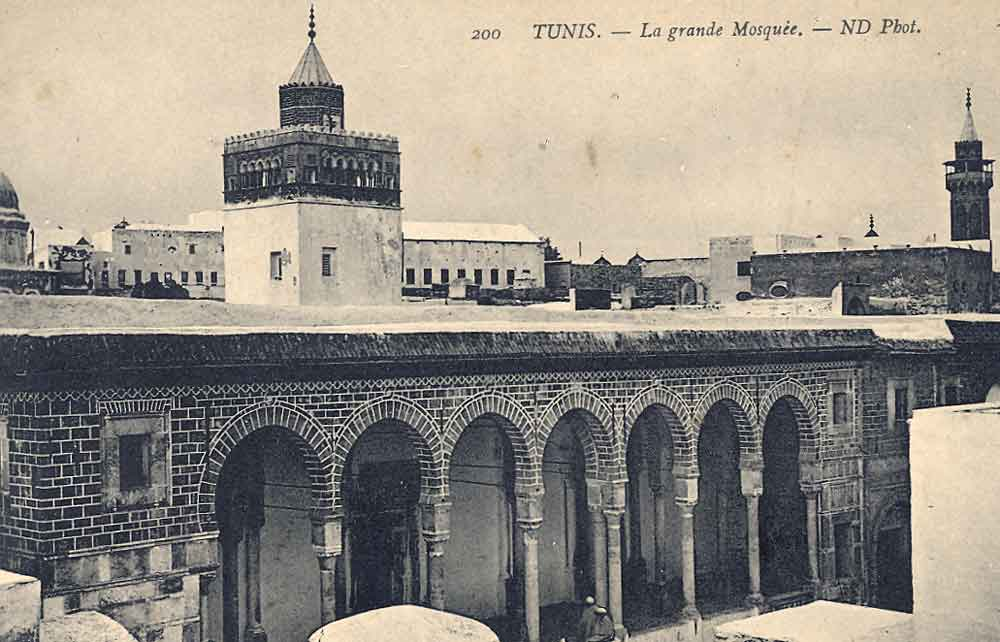
Mezquita Zitouna en 1880.
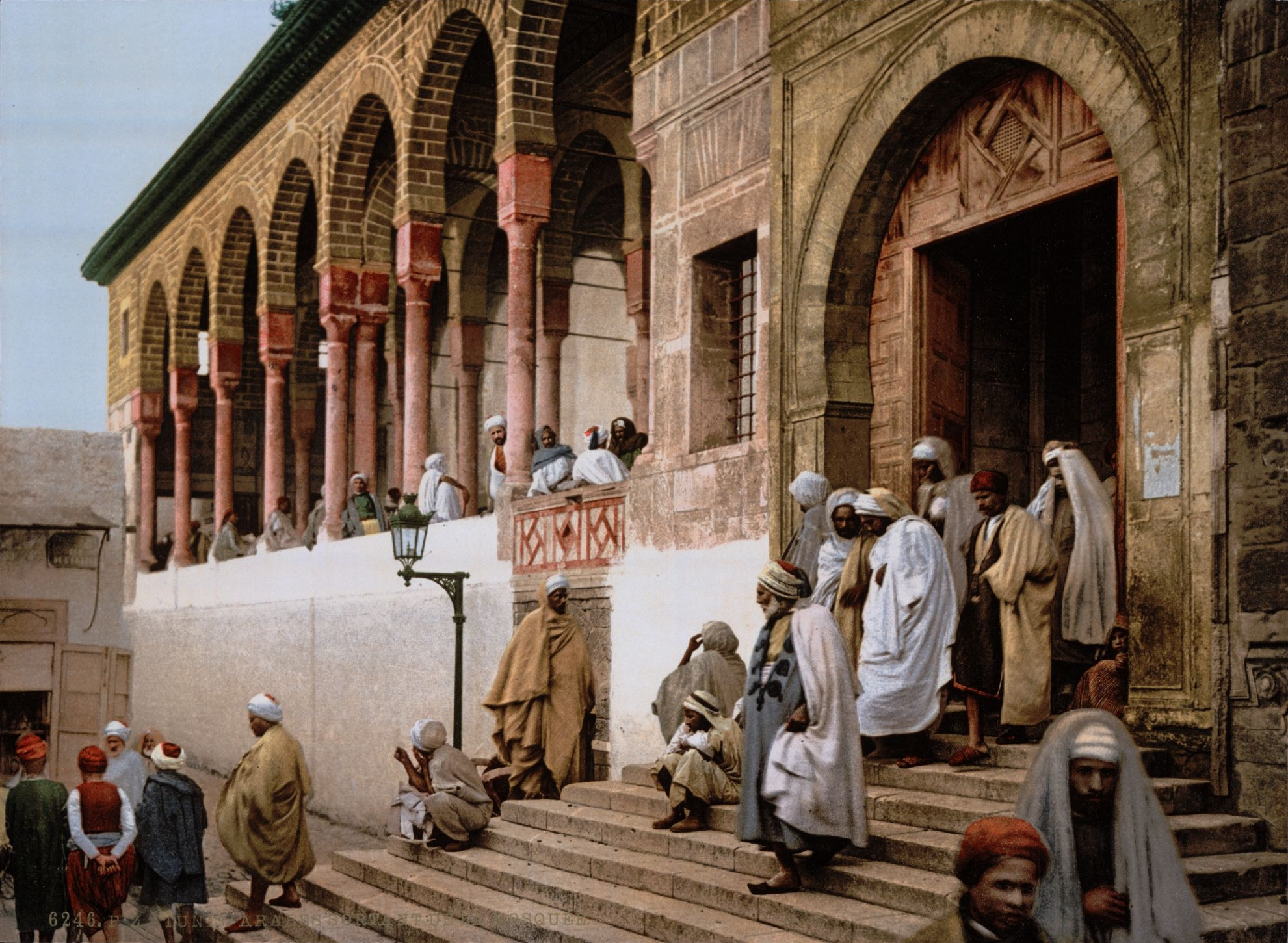
Fotocromo de la entrada principal en 1890.
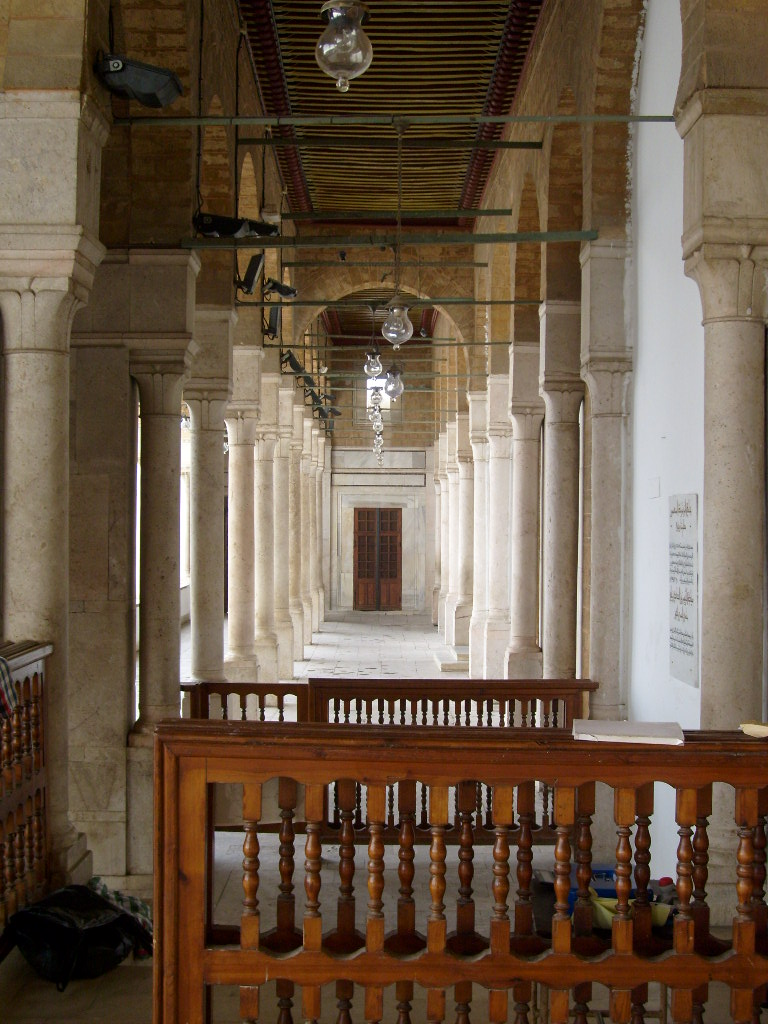
Columnata contigua a la sala este.
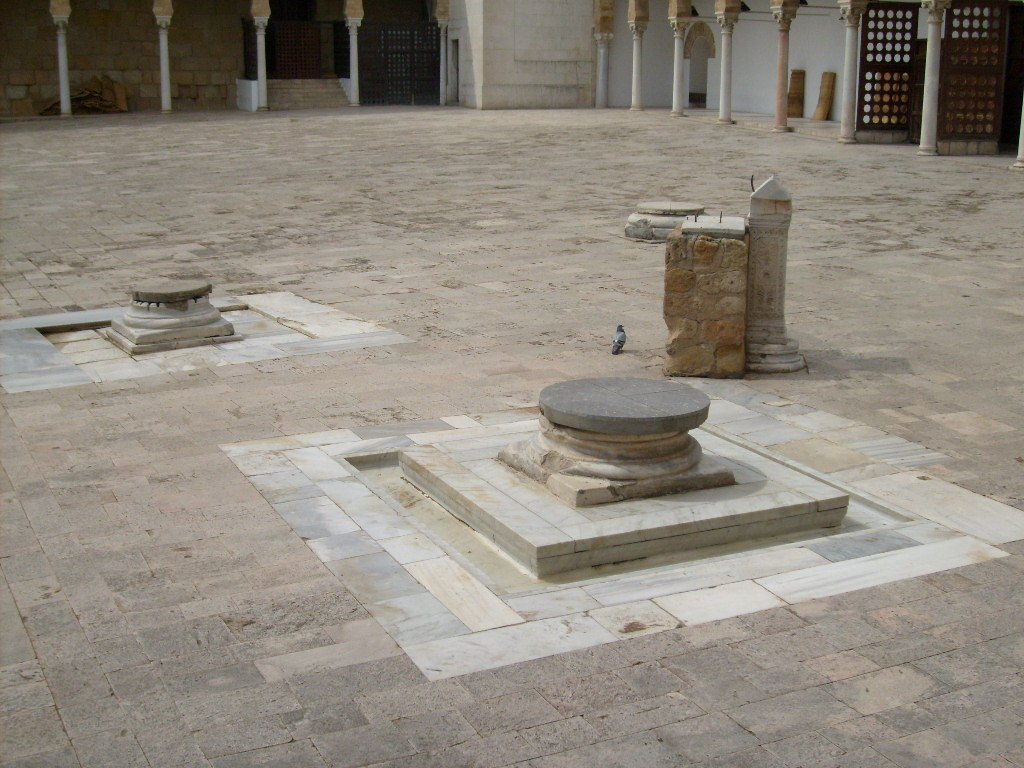
Patio y reloj de sol.
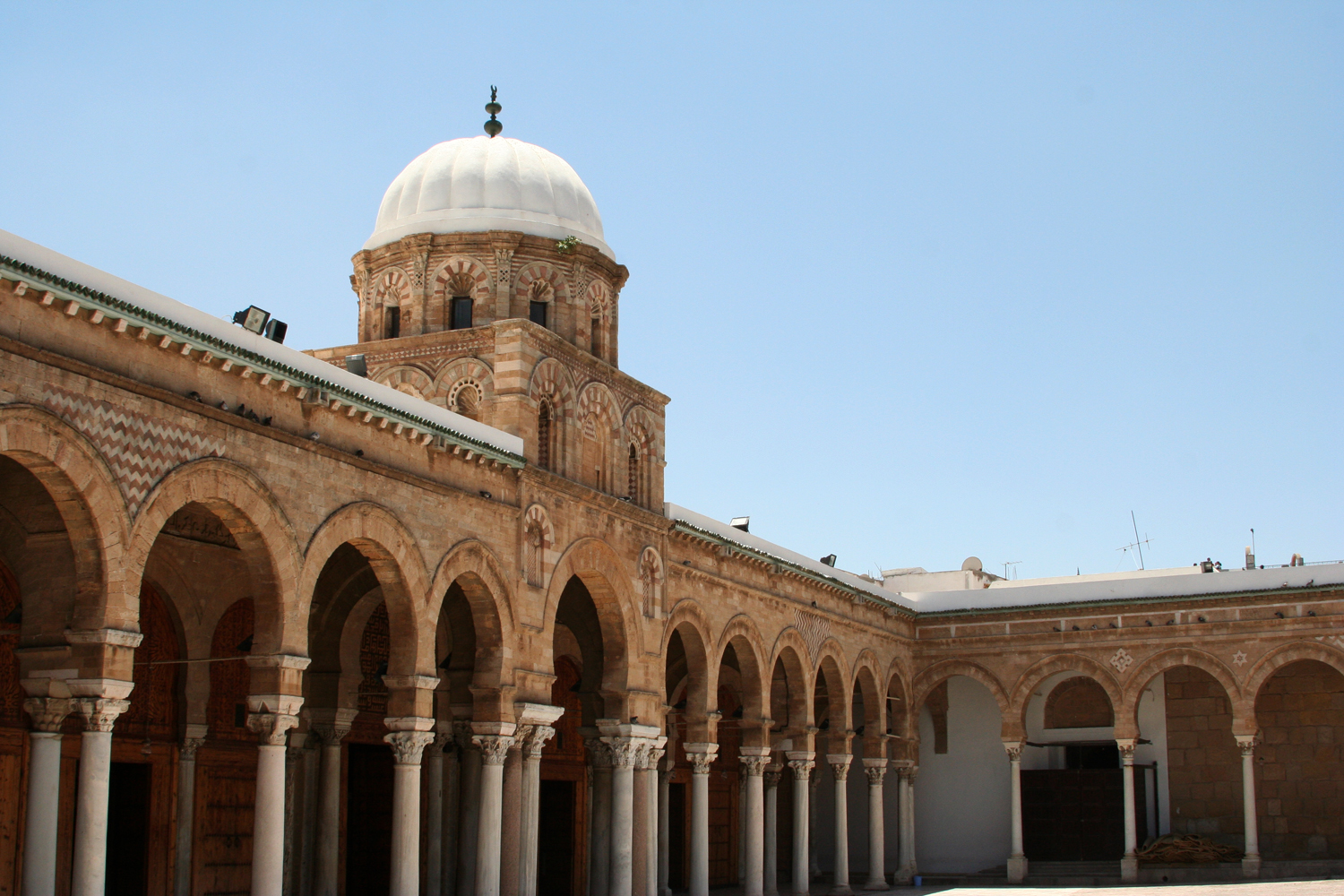
Columnata contigua a la sala de oración.
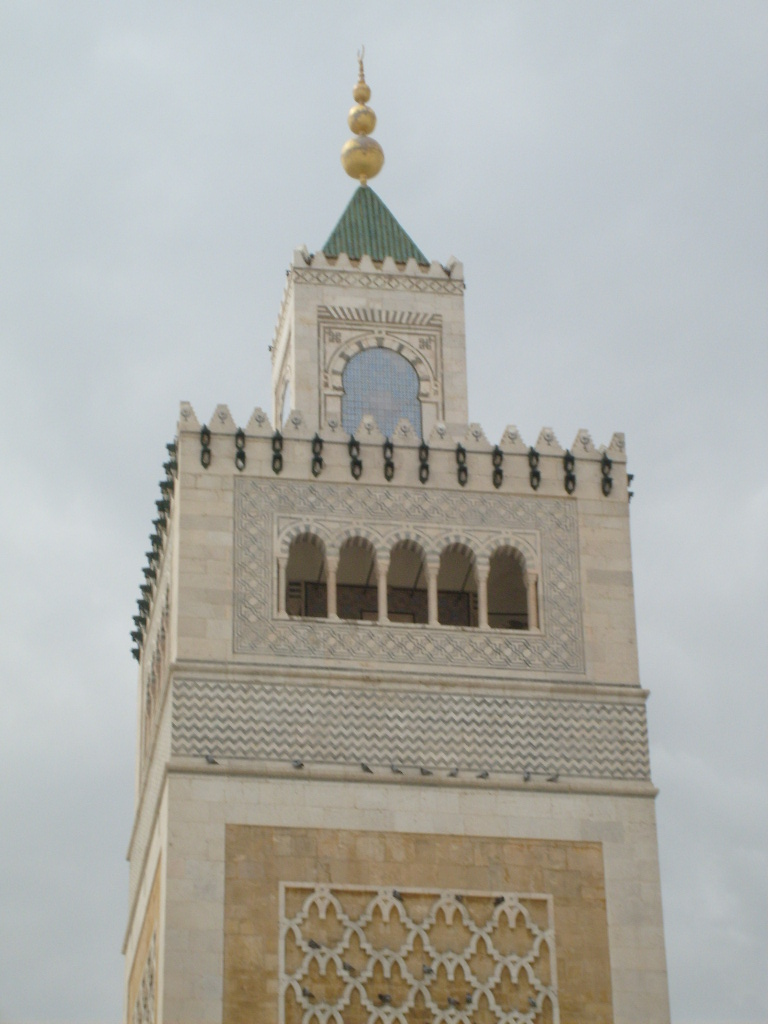
Minarete después de 1894.
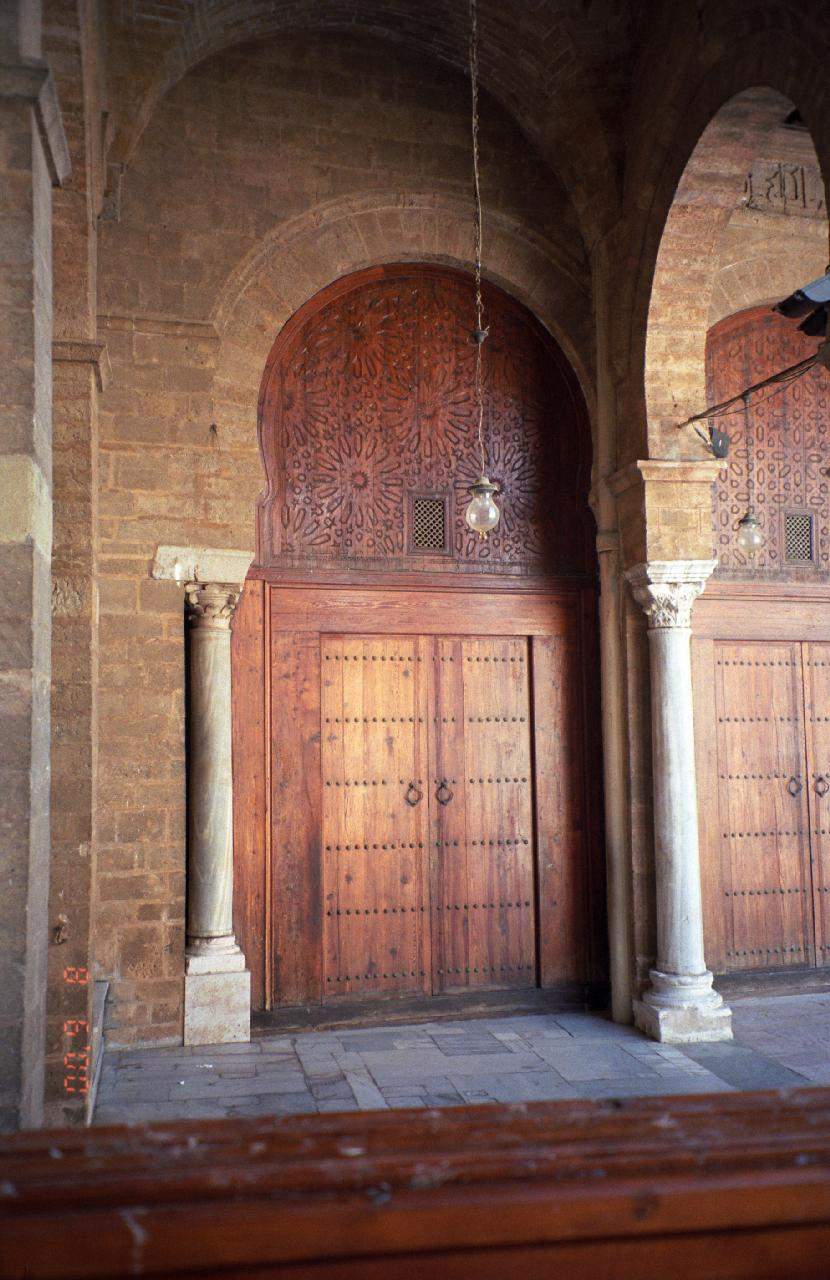
Una de las puertas de la mezquita.
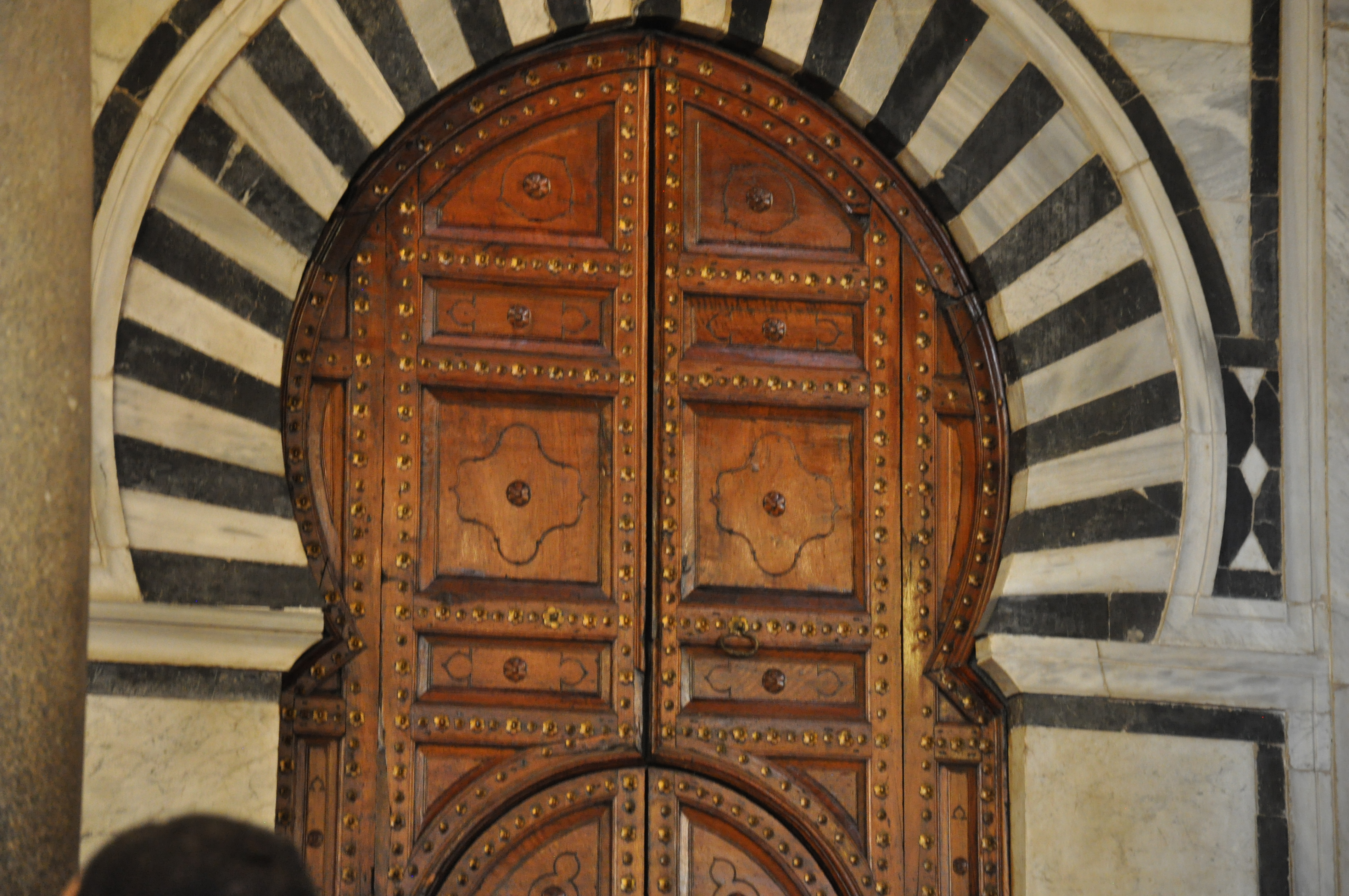
Dentro de la mezquita zitouna
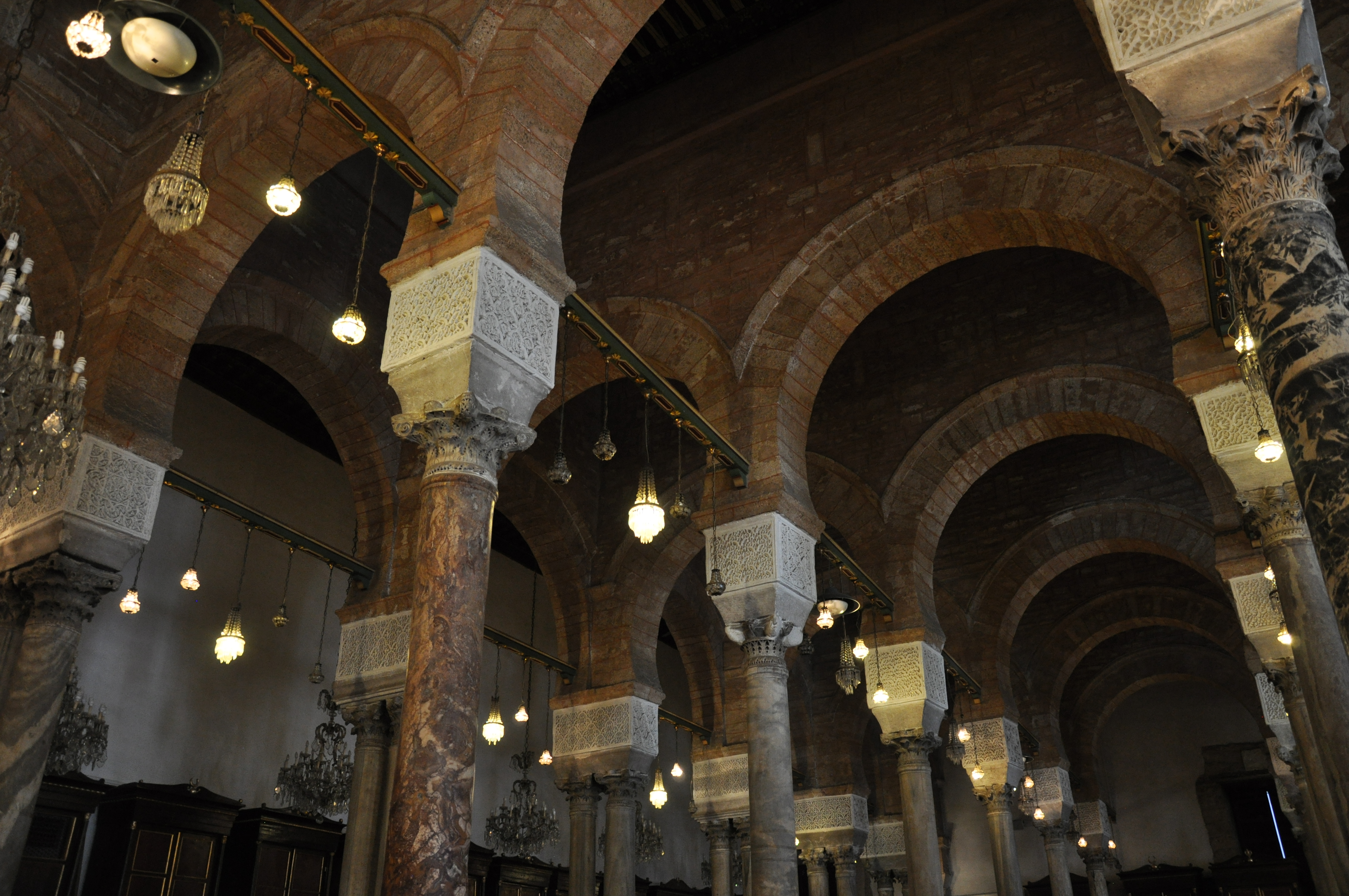
Dentro de la mezquita zitouna
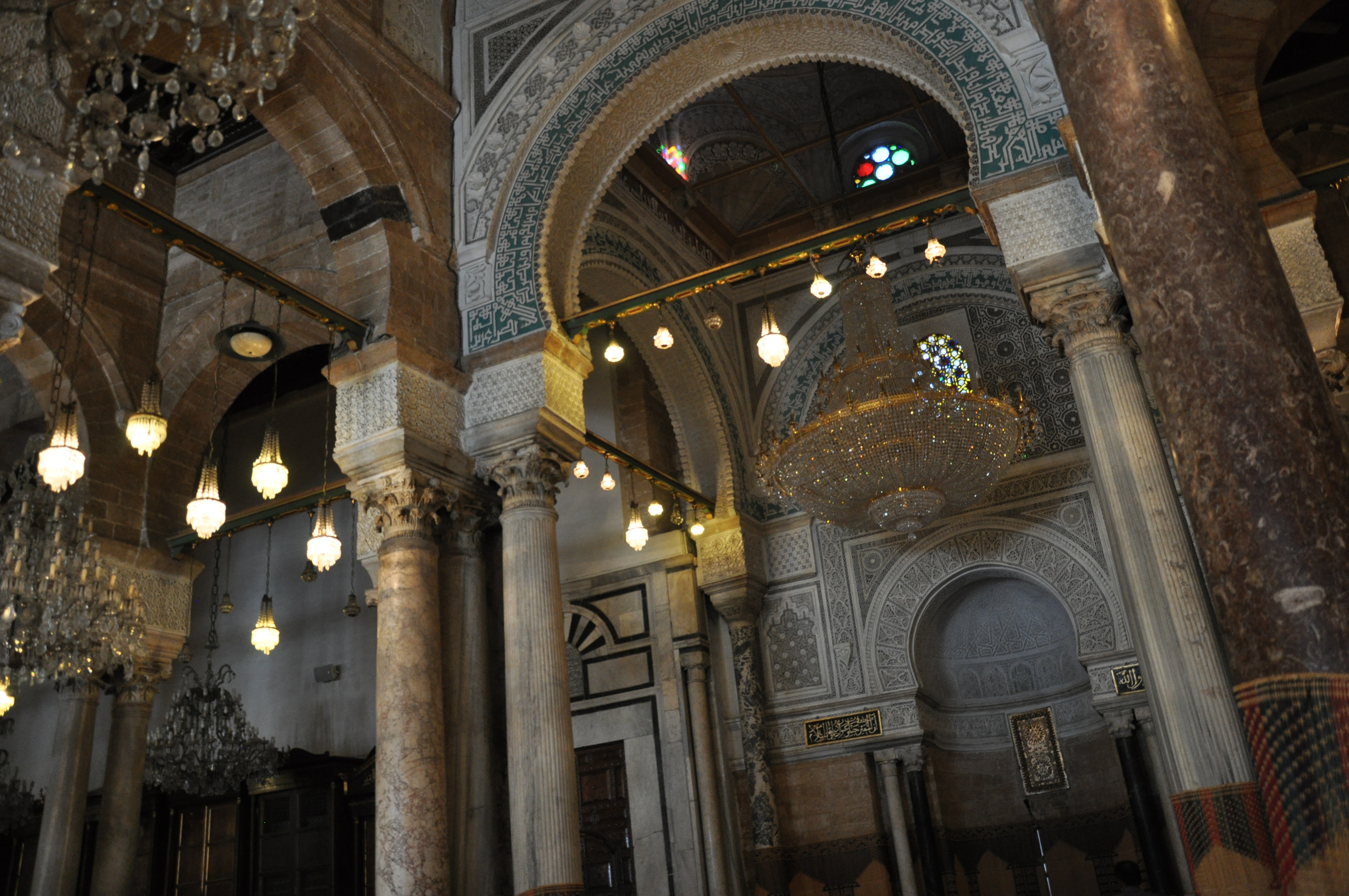
Dentro de la mezquita zitouna